# Ken Kaneko
Ken Kaneko (jap. 金子 賢 Kaneko Ken; ur. 19 października 1976 w Shinjuku, w Tokio, w Japonii) – japoński aktor filmowy i telewizyjny.
W 1996 r. partnerował Masanobu Andō w filmie Kids Return Takeshiego Kitano.